# Paul Blomfield
Paul Christopher Blomfield (né le 25 août 1953) est un homme politique du parti travailliste britannique qui est député pour Sheffield Central de 2010 à 2024. Il est ministre fantôme pour la sortie de l'Union européenne d'octobre 2016 à avril 2020 et ministre fantôme pour le Brexit et les négociations de l'UE de 2020 à 2021.
Deux fois président de l'Union des étudiants au St John's College, York, il est également membre des comités exécutifs nationaux de l'Union nationale des étudiants et du Mouvement anti-apartheid, ce dernier de 1979 à 1994. De 1997 à 2008, il est président de Sheffield City Trust et directeur général de l'Union des étudiants de l'Université de Sheffield.

## Jeunesse
Né à Chatham, Paul Blomfield fait ses études à la Abbeydale Boys' Grammar school de Sheffield et à la Tadcaster Grammar School. Il obtient un certificat en éducation de l'Université Saint John de York.

### Mouvement anti-apartheid
Il s'implique dans le mouvement anti-apartheid alors qu'il est encore à l'école et continue à organiser des activités anti-apartheid en tant qu'étudiant. En 1976, il se rend en Afrique du Sud pour rencontrer des militants locaux et se renseigner directement sur le système d'apartheid. Au cours de cette visite, il est soumis à la surveillance de la police sud-africaine et décide finalement de quitter le pays en raison du risque que cela représentait pour les militants locaux anti-apartheid. Il siège ensuite au Comité exécutif national du Mouvement anti-apartheid de 1979 à 1994, lorsque des élections libres ont lieu en Afrique du Sud.

### Union des étudiants de l'Université de Sheffield
En tant que directeur général de l'Union des étudiants de l'Université de Sheffield, il est chargé d'établir et de maintenir sa position comme l'une des principales associations d'étudiants au Royaume-Uni ; il remporte un certain nombre de prix ces dernières années, dont celui du "Meilleur syndicat des étudiants du Royaume-Uni". Il quitte son poste de directeur général juste avant de se présenter aux élections générales de 2010.

### Fiducie de la ville de Sheffield
Blomfield est administrateur de Sheffield City Trust de 1994 à 1997, et son président de 1997 à 2008. Il est responsable du développement des sites internationaux de Sheffield, de l'hôtel de ville de Sheffield et du festival de Sheffield. Au cours de son mandat, il supervise l'expansion de l'organisation dans des lieux tels que l'hôtel de ville de Sheffield et l'English Institute of Sport.

## Carrière politique
Blomfield est président du Parti travailliste du district de Sheffield de 1993 à 2009. Il quitte ce poste pour se présenter à Sheffield Central lors des élections générales de 2010, après la retraite du député sortant Richard Caborn.
Aux élections générales de 2010, Paul Blomfield est élu député de Sheffield Central. Il conserve son siège aux élections générales de 2015 avec une majorité de 17 309 voix (sa majorité en 2010 n'ayant été que de 165 voix). Blomfield est réélu député de Sheffield Central aux élections générales de 2019 avec une majorité de 27 273 voix.
Il est également élu pour siéger au comité spécial sur les entreprises, l'innovation et les compétences, et devient secrétaire du groupe parlementaire multipartite sur l'enseignement supérieur.
Le 9 octobre 2010, Blomfield est nommé secrétaire parlementaire privé du leader fantôme de la Chambre des communes, Hilary Benn. Il conserve ce poste lorsque Benn est nommé secrétaire d'État fantôme aux Communautés et aux gouvernements locaux en janvier 2011 et secrétaire fantôme aux Affaires étrangères en juin 2015. Il est nommé ministre fantôme de la sortie de l'Union européenne en octobre 2016.
À la suite de l'élection de Keir Starmer comme leader travailliste, Blomfield est reconduit dans ses fonctions de ministre fantôme pour le Brexit et les négociations avec l'UE .
Il présente un projet de loi de crédit à coût élevé à la Chambre des communes en juillet 2013 et coordonne une campagne multipartite, autour d'une charte pour mettre fin à l'arnaque des prêts sur salaire. Citizens Advice décerne son prix de parlementaire de l'année 2014 conjointement à Paul Blomfield et au député conservateur Robin Walker pour leur travail sur la question.

## Vie privée
Blomfield est marié à Linda McAvan, une ancienne députée travailliste du Parlement européen pour Yorkshire-et-Humber.